# Stanisław Ciechowski
Stanisław Ciechowski (ur. 12 kwietnia 1893 w Racławicach pow. mogileński, zm. 4 kwietnia 1978 w Gdyni) – żołnierz armii niemieckiej, powstaniec wielkopolski, starszy ułan Wojska Polskiego w II Rzeczypospolitej, kawaler Orderu Virtuti Militari.

## Życiorys
Urodził się w rodzinie Józefa i Marianny z Bączkowskich. 
W 1914 został wcielony do armii niemieckiej i w jej szeregach walczył na frontach I wojny światowe. Był dwukrotnie ranny.
W 1915 dostał się do niewoli rosyjskiej.
W styczniu 1919 wstąpił do wielkopolskich oddziałów powstańczych. W szeregach konnych strzelców straży miasta Poznania brał udział w walkach w rejonie Szubina, a w szeregach 1 pułku ułanów Armii Wielkopolskiej walczył w rejonie Wolsztyna, Zbąszynia i Międzychodu. 
W składzie 4 szwadronu  15 pułku Ułanów Poznańskich uczestniczył w wojnie polsko-bolszewickiej.
Podczas działań w rejonie Słonimia i Baranowicz wykazał się odwagą i za bohaterstwo w walce odznaczony został Krzyżem Srebrnym Orderu Virtuti Militari.
Po zakończeniu działań wojennych został zdemobilizowany i do kwietnia 1924 pracował w Policji Państwowej.
W latach 1924–1929 był bezrobotnym. Od 1929 był pracownikiem Poczty Głównej w Gdyni, a od 1933 do 1939 Portu Morskiego. W czasie okupacji niemieckiej przebywał z rodziną w Siekówku.
W 1945 powrócił do Gdyni i ponownie zatrudnił się w Porcie Morskim. W 1961 przeszedł na emeryturę, zmarł w Gdyni i tam został pochowany.
Był żonaty z Jadwigą z Szymanowskich, córki: Genowefa, Teresa, Łucja

## Ordery i odznaczenia
- Krzyż Srebrny Orderu Virtuti Militari (nr 3988)
- Krzyż Walecznych
- Order Odrodzenia Polski[3]